# Mughan FK
El Mughan FK (en azerí: Muğan Futbol Klubu) fue un equipo de fútbol de Azerbaiyán que jugó en la Liga Premier de Azerbaiyán, la primera división nacional.

## Historia
Fue fundado en el año 2007 en la ciudad de Salyan con el nombre FK NBC Salyan como equipo de la Primera División de Azerbaiyán. Lograría el ascenso a la Liga Premier de Azerbaiyán luego de que el FK Masallı abandonara la liga para la temporada 2008/09, mismo año en el que cambia su nombre por el de Mughan FK.
Su primer partidos en la primera categoría fue una derrota por 1-4 ante el FK Qäbälä y su primera victoria fue en la jornada 3 ante el PFC Turan Tovuz por 3-1. En la temporada 2010/11 a pesar de terminar en octavo lugar el club sería reemplazado en la Liga Premier de Azerbaiyán por el Simurq PFC por razones de patrocinio, y los dueños decidieron desaparecer al club en 2012.

## Temporadas
| Temporada | Liga | Liga | Liga | Liga | Liga | Liga | Liga | Liga | Liga | Copa       | Goleador                      | Goleador | Goleador |
| Temporada | Div. | Pos. | J    | G    | E    | P    | GF   | GC   | PTS  | Copa       | Nombre                        | Goles    |          |
| --------- | ---- | ---- | ---- | ---- | ---- | ---- | ---- | ---- | ---- | ---------- | ----------------------------- | -------- | -------- |
| 2007–08   | 2    | 5    | 20   | 11   | 5    | 4    | 29   | 13   | 38   | 1/16       |                               |          |          |
| 2008–09   | 1    | 12   | 26   | 4    | 2    | 20   | 19   | 53   | 14   | 1/8        | Farid Guliyev Vladimir Ţaranu | 4        |          |
| 2009–10   | 1    | 10   | 20   | 7    | 6    | 7    | 17   | 16   | 27   | 1/8        | Vüsal Hüseynov                | 5        |          |
| 2010–11   | 1    | 8    | 32   | 13   | 8    | 11   | 29   | 31   | 47   | 1/8        | Angel Gutierrez John Pelu     | 5        |          |
| 2011–12   | 2    | 10   | 26   | 9    | 4    | 13   | 26   | 43   | 31   | Preliminar |                               |          |          |

## Entrenadores
- Vladislav Kadyrov (2007–2008)
- Nadir Gasymov (2008–2009)
- Kemal Alispahić (2009)
- Almir Hurtić (2009–2010)
- Bahman Hasanov (2010–2011)
- Heydar Aghayev (2011–2012)